# Bulbophyllum graveolens
Bulbophyllum graveolens là một loài phong lan thuộc chi Bulbophyllum.
 Tư liệu liên quan tới Bulbophyllum graveolens tại Wikimedia Commons

## Hình ảnh

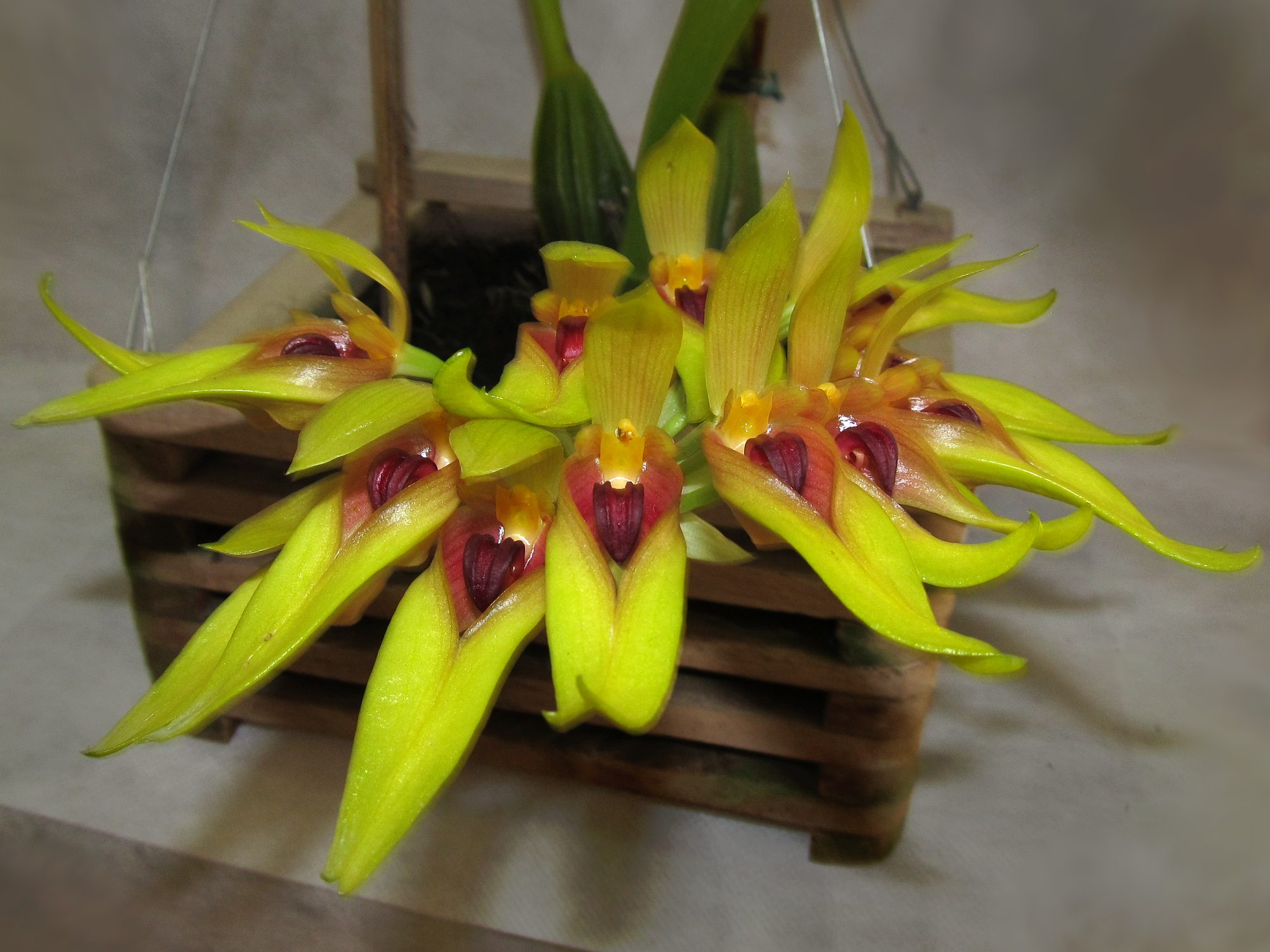